# Marco Pérez Caicedo
Marco Aurelio Pérez Caicedo (ur. 14 lipca 1967 w Daule) – ekwadorski duchowny katolicki, arcybiskup Cuenca od 2016.

## Życiorys

### Prezbiterat
Święcenia kapłańskie otrzymał 19 marca 1992 i został inkardynowany do archidiecezji Guayaquil. Przez kilka lat pracował jako wikariusz, zaś w 1998 został wicerektorem seminarium w Guayaquil, zaś rok później został jego rektorem. W 2002-2004 studiował w Rzymie, zaś po powrocie do kraju ponownie objął funkcję rektora seminarium.

### Episkopat
10 czerwca 2006 Benedykt XVI mianował go biskupem pomocniczym archidiecezji Guayaquil oraz biskupem tytularnym Traiectum ad Mosam. Sakry biskupiej udzielił mu 22 lipca 2006 arcybiskup Antonio Arregui Yarza. 
10 lutego 2012 został ogłoszony biskupem diecezji Babahoyo.
20 czerwca 2016 papież Franciszek mianował go arcybiskupem metropolitą Cuenca.
W latach 2014–2017 pełnił funkcję wiceprzewodniczącego ekwadorskiej Konferencji Episkopatu.